# 5793 Ringuelet
5793 Ringuelet eller 1975 TK6 är en asteroid i huvudbältet som upptäcktes den 5 oktober 1975 av Félix Aguilar-observatoriet. Den är uppkallad efter den argentinske astronomen Adela Ringuelet.
Asteroiden har en diameter på ungefär 8 kilometer.